# Nicolaas Cornelis van Gheel Gildemeester
Nicolaas Cornelis van Gheel Gildemeester (10 februari 1881 – ?) was een Nederlands bestuurder en politicus.
Hij werd geboren als zoon van Cornelis Jan van Gheel Gildemeester (*1852) en Petronella Johanna van Heurn (1850-1927). In 1905 vertrok hij naar Nederlands-Indië waar hij gewerkt heeft als administrateur bij de suikerfabriek Poerwodadi in Madioen. Rond 1934 verhuisde hij naar Suriname. Daar was hij directeur van de suikerrietplantage Mariënburg en agent van de Nederlandsche Handel-Maatschappij (NHM). In 1938 werd hij door de gouverneur benoemd tot lid van de Koloniale Staten. Twee jaar later nam hij ontslag in verband met zijn vertrek uit Suriname. Daarop werd Herman Luitink, waarnemend agent van de NHM, benoemd tot Statenlid.